# Milesia semifulva
Milesia semifulva är en tvåvingeart som beskrevs av de Meijere 1904. Milesia semifulva ingår i släktet Milesia och familjen blomflugor. Inga underarter finns listade i Catalogue of Life.